# NGC 6040
NGC 6040 (również PGC 56932 lub UGC 10165) – galaktyka spiralna z poprzeczką (SBc), znajdująca się w gwiazdozbiorze Herkulesa. Odkrył ją Édouard Jean-Marie Stephan 27 czerwca 1870 roku. Należy do gromady galaktyk ACO 2151 (Abell 2151), zwanej też Gromadą w Herkulesie. Jest to galaktyka z aktywnym jądrem typu LINER.
Towarzyszy jej galaktyka soczewkowata PGC 56942, nazywana czasem NGC 6040B i należąca do tej samej gromady galaktyk. Część źródeł obie te galaktyki traktuje jako obiekt NGC 6040. Pozycja podana przez odkrywcę wskazuje jednak niemal dokładnie na północną z tej pary galaktyk (czyli PGC 56932), a w opisie wspomina on o sąsiedniej słabo widocznej gwieździe, za którą prawdopodobnie uznał południową z galaktyk (czyli PGC 56942). Halton Arp w swoim Atlasie Osobliwych Galaktyk skatalogował tę parę galaktyk pod numerem Arp 122.